# 알랑고아
알랑고아(몽골어: Алун Гуа)는 몽골 신화에 등장하는 여인이다. <몽골비사>에서는 그녀를 몽골족의 시왕모(始王母)로 칭송한다. 그녀의 아버지는 코리투메트 부족의 코릴라르타이 메르겐이고, 어머니는 바르코진 고아이다. 여기서 몽골어로 '메르겐'이라는 말이 나오는데 이것은 한국어로 '활 잘쏘는사람'이란 뜻이다. 또 몽골어 '고아'는 한국말로 '고와/곱다'는 뜻이다. 알랑고아는 '활 잘쏘고 용맹한 아버지'와 '아름답고 고운 어머니' 사이에 태어나서 몽골민족의 어머니가 되었다는 것이다.

## 신화의 내용
<몽골비사>에 의하면 알랑고아는 결혼하여 5형제의 아들을 두었는데, 막내아들이 보돈차르 문카그이고, 그의 후손 가운데에서 테무친(원 태조)이 태어났다. 테무친은 쿠릴타이에서 칸으로 추대되어 칭기즈칸으로 불리게되며, 세계에서 가장 강대한 몽골제국을 건립하였다.

## 신화의 해석
신화의 해석은 알랑고어의 막내아들의 후손이 몽골을 통일해서 칸이 되었다

## 같이 보기
- 원조비사
- 브리야트족의 건국 신화(Epic of King Gesar)
- 몽골족의 건국 신화
- 만주족의 건국 신화